# Ла-Бати-Нёв
Ла-Бати́-Нёв (фр. La Bâtie-Neuve, окс. La Bastia Nòva) — коммуна во Франции, находится в регионе Прованс — Альпы — Лазурный Берег. Департамент коммуны — Верхние Альпы. Главный город кантона Ла-Бати-Нёв. Округ коммуны — Гап.
Код INSEE коммуны — 05017.

## Население
Население коммуны на 2008 год составляло 2116 человек.
| 1962 | 1968 | 1975 | 1982 | 1990 | 1999 | 2008 |
| ---- | ---- | ---- | ---- | ---- | ---- | ---- |
| 528  | 510  | 627  | 837  | 1327 | 1692 | 2116 |

## Экономика
В 2007 году среди 1320 человек в трудоспособном возрасте (15—64 лет) 995 были экономически активными, 325 — неактивными (показатель активности — 75,4 %, в 1999 году было 71,1 %). Из 995 активных работали 912 человек (488 мужчин и 424 женщины), безработных было 83 (29 мужчин и 54 женщины). Среди 325 неактивных 118 человек были учениками или студентами, 124 — пенсионерами, 83 были неактивными по другим причинам.

## Достопримечательности
- Фортификационные укрепления, башня, руины замка
- Церковь (XVI—XVII века)

## Фотогалерея

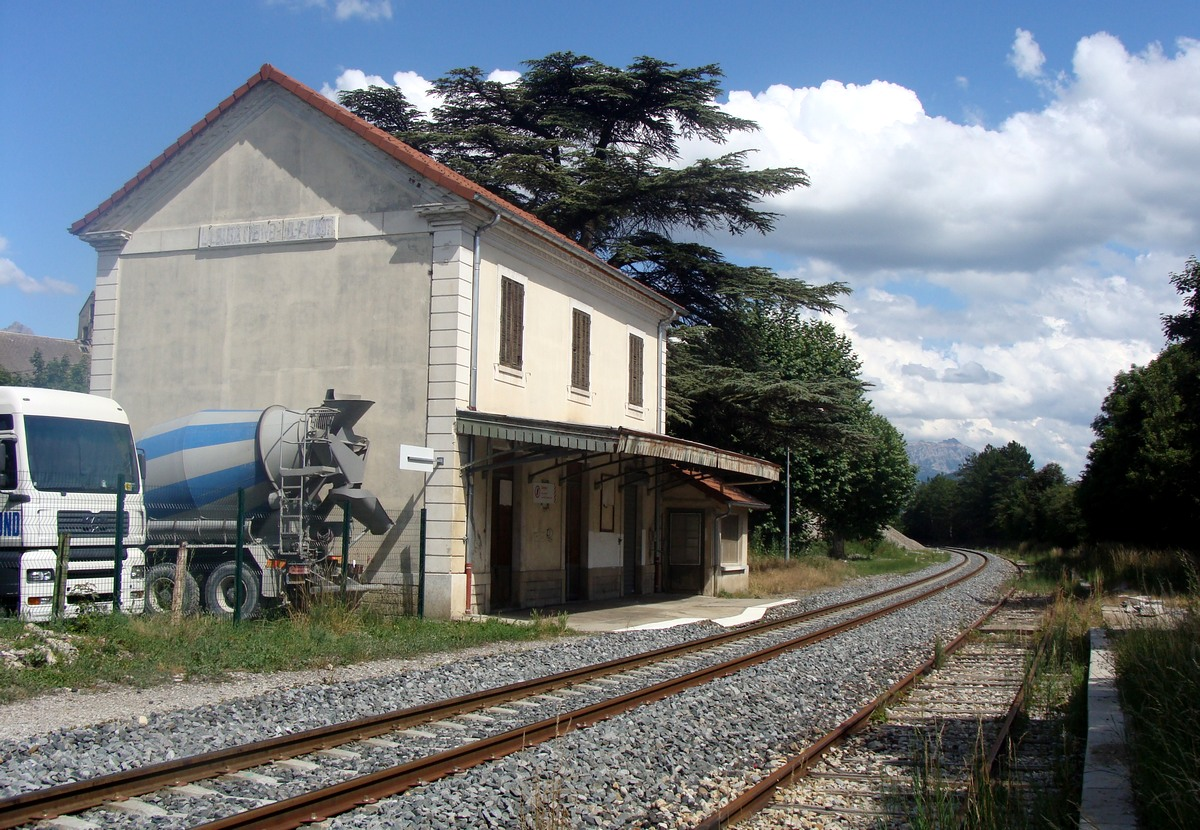
Вокзал
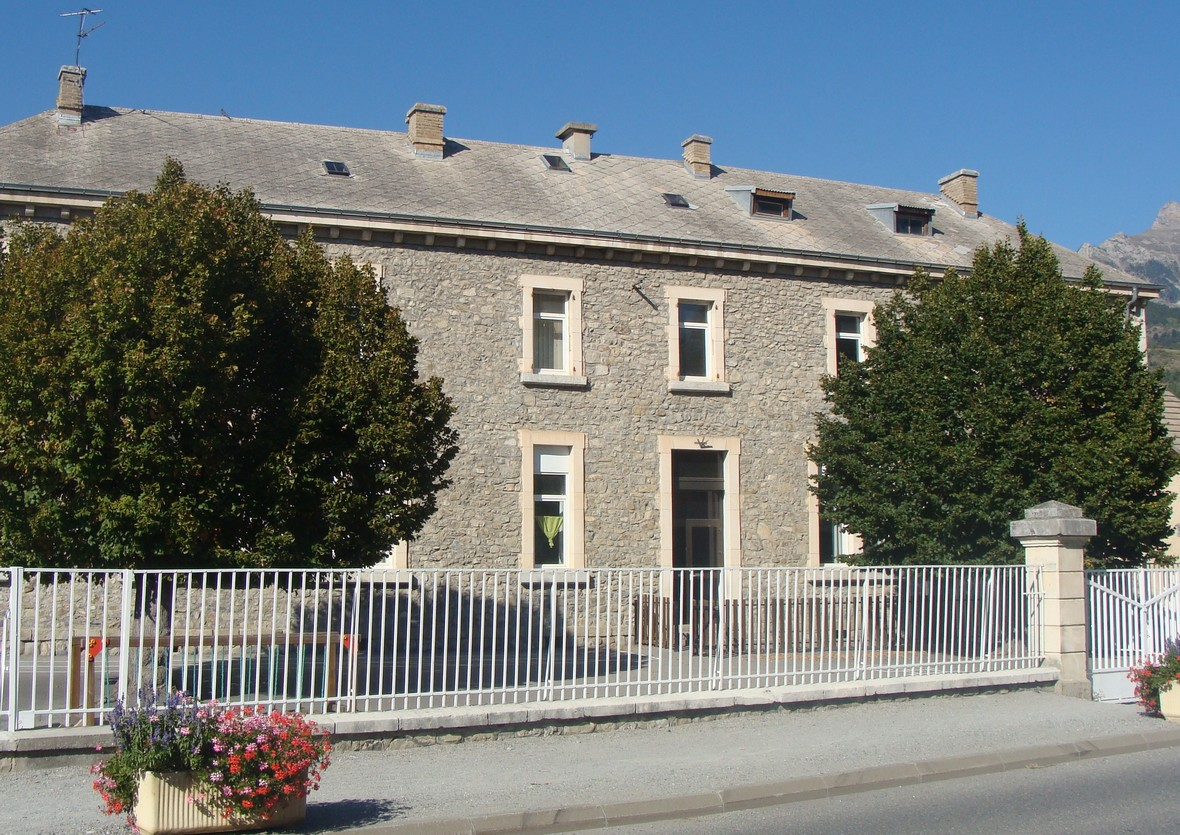
Школа
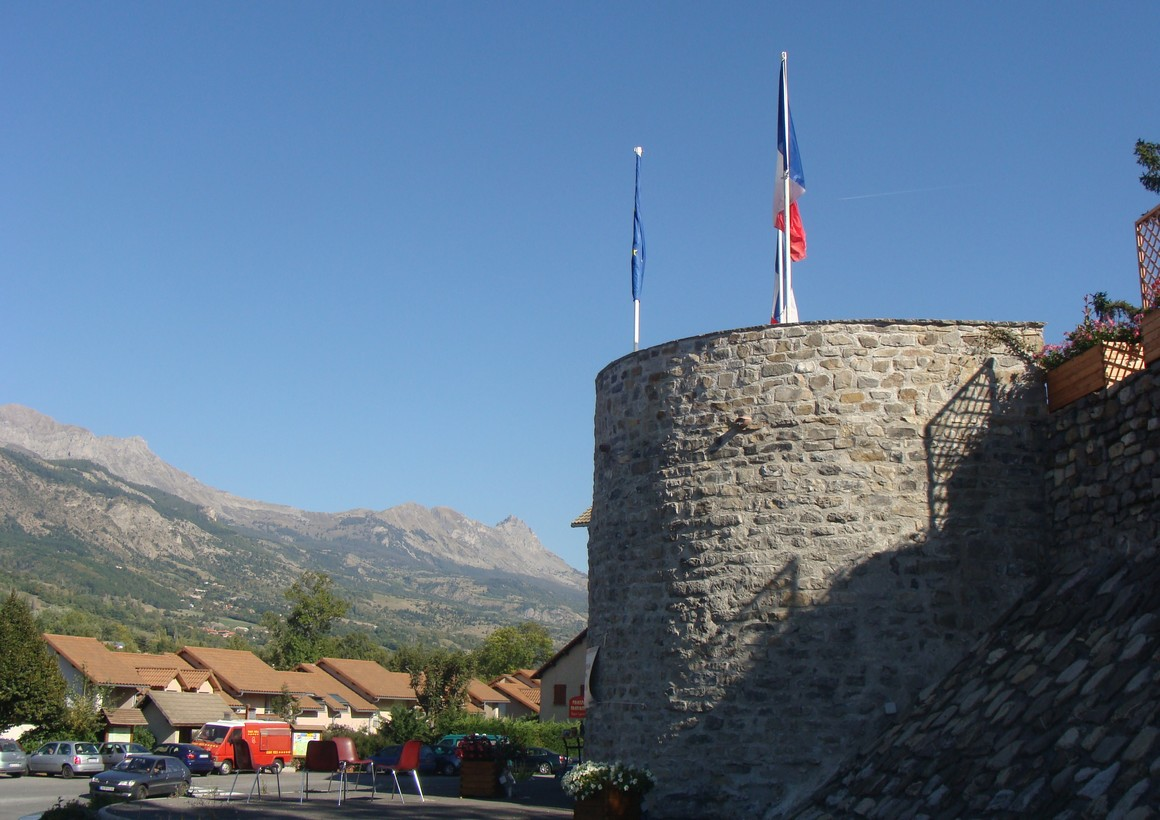
Башня
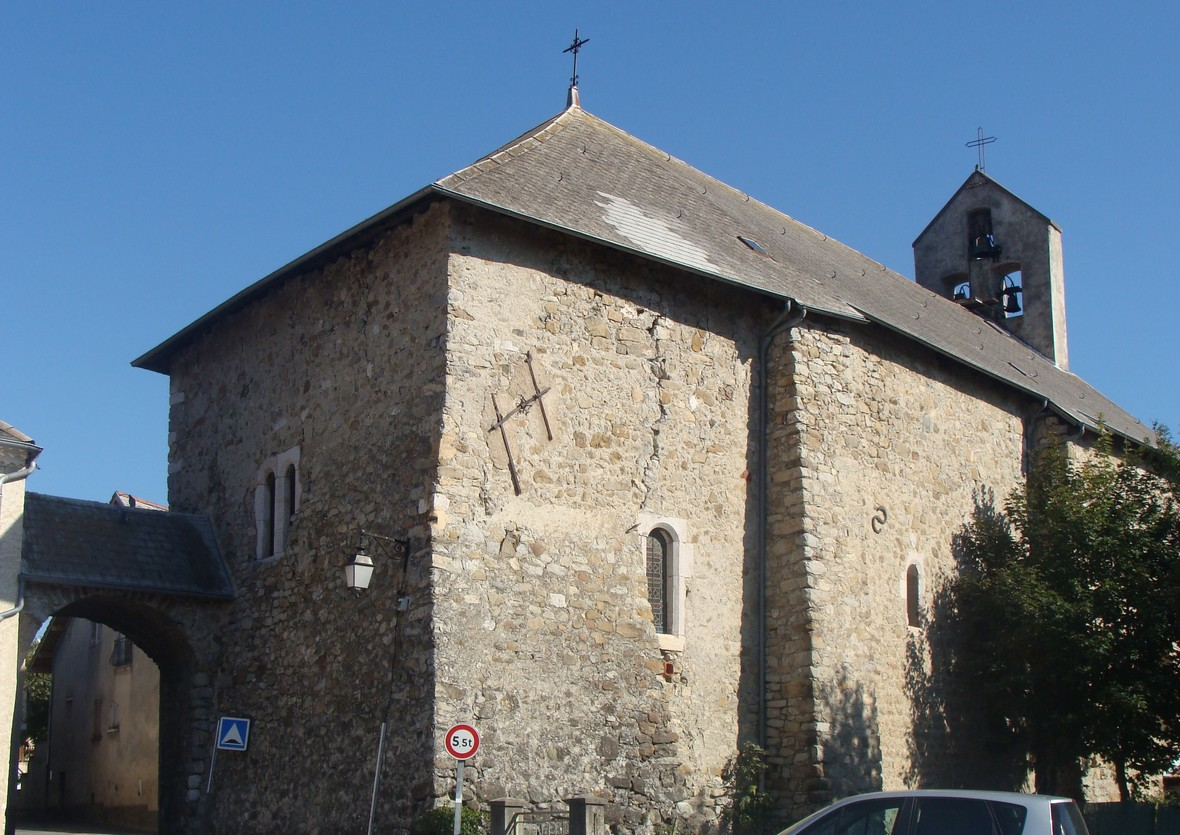
Церковь